# きゆづきさとこ
きゆづき さとこ（2月7日 - ）は、日本の女性漫画家、イラストレーター。福井県出身。福井工業大学附属福井高等学校デザイン科卒業。
芳文社発行の月刊4コマ漫画誌『まんがタイムきらら』および系列誌への連載を持つほか、ゲームのキャラクターデザイン等も手がける。
以前は「季遊月あすか」、「きゆづき」（COMICぎゅっと!連載時）名義で活動していた。

## 人物・来歴
自身のmixiの日記の中で内臓逆位である事を公表している。
漫画家としての商業デビュー作は、『ファンタジアバトルロイヤル』（富士見書房）2004年春号から連載された「パノのみに冒険」。イラストレーターとしての活動はそれ以前からあり、以前はプレイバイメールゲームの会社でイラストの仕事をしていたという。
『COMICぎゅっと!』（平和出版）創刊号から連載された「GA 芸術科アートデザインクラス」は、その後同誌の休刊に伴い掲載誌を『まんがタイムきららキャラット』（芳文社）に移しながらも連載を継続、2009年7月にはテレビアニメ化された。
作品を描く際にアシスタントは使わず、基本的に独りで描いているという。「GA 芸術科アートデザインクラス」アニメ版の監督を手がけた桜井弘明はきゆづきの原作について、絵の上手さ、話運びや台詞選びのセンスに特徴を感じたとし、更に同作とは別に「棺担ぎのクロ。〜懐中旅話〜」のような作風の作品も手がけていることを知って、只者ではないという印象を受けたという感想を述べている。

## 漫画
- 棺担ぎのクロ。〜懐中旅話〜（まんがタイムきらら） 全7巻+外伝1巻
- GA 芸術科アートデザインクラス[7]（まんがタイムきららキャラット） 全7巻
  - GA材置き場〜がざいおきば〜（コミックとらのあなの無料配布冊子「とらだよ。」掲載）
- パノのみに冒険（ファンタジアバトルロイヤル）
- ろーぷれぐるぐる（月刊ドラゴンマガジン）
- いんざな日記（スティングだより限定版[8]）

## ゲーム
- ユグドラ・ユニオン（GBA版 & PSP版） キャラクターデザイン
- ナイツ・イン・ザ・ナイトメア（DS版 & PSP版） キャラクター原案
- ユグドラ・ユニゾン 〜聖剣武勇伝〜（DS版） キービジュアル
- グングニル -魔槍の軍神と英雄戦争-（PSP） キャラクターデザイン
- きららファンタジア（Android、iOS） コンセプトアート、キャラクターデザイン、監修

## イラスト
ライトノベル
- 快傑!トリック☆スターズ - 怪盗右京からの挑戦状（著：桐咲了酒 ファミ通文庫）
- 寝起きの悪い定休日 - DEAR DIARY〈1〉（著：新井輝 富士見ミステリー文庫） ※季遊月あすか名義
- さよなら、いもうと。（著：新井輝 富士見ミステリー文庫）
- マイフェアSISTER - 姫君、拳を握りすぎです。（著：竹岡葉月 ファミ通文庫）
- マイフェアSISTER - シワス、ゴハンの時間じゃぞ?（著：竹岡葉月 ファミ通文庫）
- パノのもっとみに冒険（著：秋田禎信 初出はファンタジアバトルロイヤル、後に『秋田禎信BOX（TOブックス）』に収録）

雑誌
- スケールアヴィエーション（大日本絵画） Readers' Call（2006年 - 2009年）
- ネイビーヤード（大日本絵画） 独航RAN（2007年夏号 - 2008年秋号）
- 月刊ドラゴンマガジン（富士見書房） ドラゴンゲート（読者コーナー）

アニメ
- ひだまりスケッチ（第2話提供バック）
- 幸腹グラフィティ（第6話提供バック）